# Крац, Фриц
Фридрих Герман Генрих Крац (нем. Friedrich Hermann Heinrich Kraatz, или Фриц Крац (нем. Fritz Kraatz 4 февраля 1906 — 15 января 1992) — хоккейный функционер, президент ИИХФ (1947-1948, 1951-1954).
Фриц Крац — дантист из Давоса, сыграл 23 матча за сборную Швейцарии, завоевав звание чемпиона Европы 1926 и третьего призера ЗОИ 1928. Сыграл главную роль в организации ЗОИ 1948 в Санкт-Морице.